# Марсель Бурген
Марсель Бурген (фр. Marcel Henry Burgun; 30 січня 1890, Санкт-Петербург — 2 вересня 1916, Перша світова війна) — французький регбіст.

## Життєпис
Марсель грав за збірну Франції та Рейсінг Клаб де Франс.
Навчався в «École Centrale Paris», а в 1914 році вступив до французької артилерії, після чого в 1915 переформувався до ВПС Франції, здобув звання «лейтенанта Ingenieur» і був убитий під час бою з німцями. Його брата також було вбито в ході конфлікту в 1914 році.
Він отримав три нагороди за хоробрість, у тому числі посмертну військову нагороду Круа-де-Герр. Він похований в Монт-Френет, кладовище в комуні Ла-Шепп (Марна).